# النظام البيئي للبرمجيات (كتاب)
النظام البيئي للبرمجيات، هو كتاب كتبه ديفيد جي ميسرشميت وكليمنس زيبرسكي الذي يشرح جوهر وتأثيرات "النظام الإيكولوجي للبرامج" التي يتم تعريفها على أنها مجموعة من الشركات التي تعمل كوحدة وتتفاعل مع سوق مشترك للبرامج والخدمات والعلاقات بينهم، غالبًا ما يتم دعم هذه العلاقات من خلال منصة تكنولوجية مشتركة وتعمل من خلال تبادل المعلومات والموارد والآثار.

## المصطلح في تحليل البرمجيات
في سياق تحليل البرمجيات، يتم تعريف مصطلح النظام البيئي للبرامج بواسطة لونغو على أنه "مجموعة من مشاريع البرمجيات التي تم تطويرها في نفس البيئة"، يمكن أن تكون البيئة تنظيمية (شركة) أو اجتماعية (مجتمع مفتوح المصدر) أو التقنية (نظام روبي البيئي)، يتم استخدام استعارة النظام الإيكولوجي للدلالة على تحليل يأخذ في الاعتبار أنظمة البرمجيات المتعددة، الأكثر شيوعًا في مثل هذه التحليلات هو التحليل الثابت للكود المصدر لأنظمة المكونات للنظام الإيكولوجي.

## روابط خارجية
- ورشة عمل أوروبية حول النظم البيئية للبرمجيات
- ورشة عمل دولية حول النظم البيئية للبرمجيات
- ورشة عمل حول معماريات النظم البيئية